# Antônio Martins
Antônio Martins este un oraș în Rio Grande do Norte (RN), Brazilia. 